# Gmina Temerin
Gmina Temerin (serb. Opština Temerin / Општина Темерин) – gmina w Serbii, w Wojwodinie, w okręgu południowobackim. W 2018 roku liczyła 27 703 mieszkańców.